# Мийдуранна
Ми́йдура́нна (эст. Miiduranna), ранее также Ми́доранна — деревня в волости Виймси уезда Харьюмаа, Эстония.

## География и описание
Деревня Мийдуранна расположена на берегу Таллинского залива Балтийского моря, в 10 километрах по шоссе от центра Таллина. Граничит с таллинским микрорайоном Меривялья, деревней Хаабнеэме и посёлком Виймси. Высота над уровнем моря — 17 метров.
В деревне находится порт Мийдуранна. В советское время порт принадлежал Опорно-показательному рыболовецкому колхозу имени С. М. Кирова.
Климат умеренный. Официальный язык — эстонский. Почтовый индекс — 74015.

## Население
По данным переписи населения 2021 года, в Мийдуранна насчитывалось 310 жителей, из них 276 (89,0 %) — эстонцы.
Согласно данным переписи населения 2011 года, число жителей деревни составило 358 человек, из них 336 (93,9 %) — эстонцы.
Численность населения деревни Мийдуранна по данным переписей населения:
| Год  | 1959 | 1970  | 2000  | 2011  | 2021  |
| ---- | ---- | ----- | ----- | ----- | ----- |
| Чел. | 319  | ↗ 537 | ↘ 404 | ↘ 336 | ↘ 310 |

## История
Впервые Мийдуранна упоминается в 1561 году (Milstrand). Первое упоминание о поселении под названием Mitorannes относится к 1588 году. 

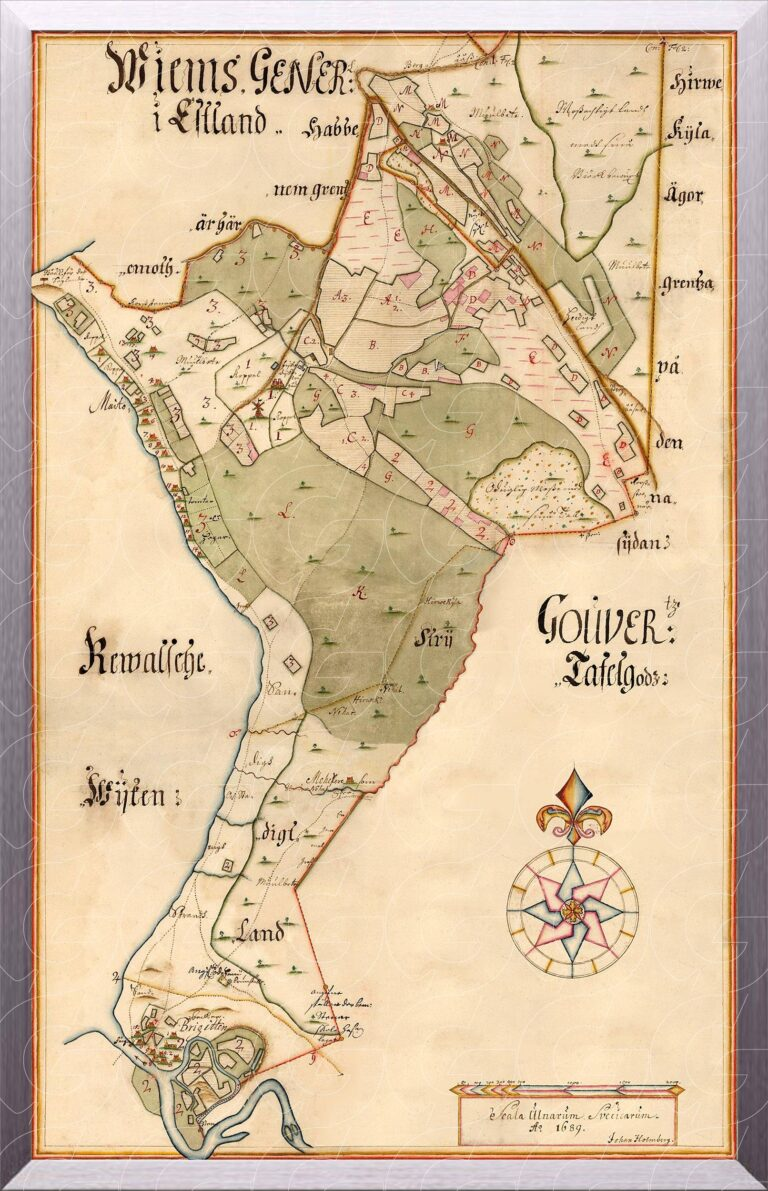
Карта Мийдуранна 1689 года

На военно-топографических картах Российской империи (1846–1863 годы), в состав которой входила Эстляндская губерния, деревня обозначена как Мидоранна.
Благодаря своему расположению деревня была тесно связана с мызой Вимс (Виймси). Во времена Первой Эстонской республики здесь располагалась Виймсиская волостная управа (1923—1939). Здание управы много лет назад обозначало въезд в деревню; сейчас на его месте стоит ресторан «Ноа», и его территория относится к Таллину.
В деревне Мийдуранна находился мощный звёздчатый форт, построенный в 1727 году по приказу императора Петра I после заключения Ништадтского мирного договора в качестве одного из пограничных пунктов в Таллинском заливе. Строительными работами руководили генерал от фортификации Иоганн Людвиг Люберас и его помощник инженер-капитан Рух (Ruch). Руины форта внесены в Государственный регистр памятников культуры Эстонии. Западную часть форта можно увидеть и сегодня; восточная часть находится под районом жилых домов, носящим название Тяхткантс (эст. Tähtkants) и возведённым в 1990-х годах. Эта часть деревни была построена на плодородных полях и пастбищах бывших хуторов, поэтому Мийдуранна в некоторых документах также называлась «молочным берегом» (Maitoranta).
В период 1975—1977 годов Мийдуранна имела статус посёлка.
В 1977 году деревню Мийдуранна поделили между посёлками Хаабнеэме и Виймси, однако восстановили в 1997 году.
Жители деревни пользуются объектами инфраструктуры, расположенными в деревне Хаабнеэме и в посёлке Виймси.

## Галерея

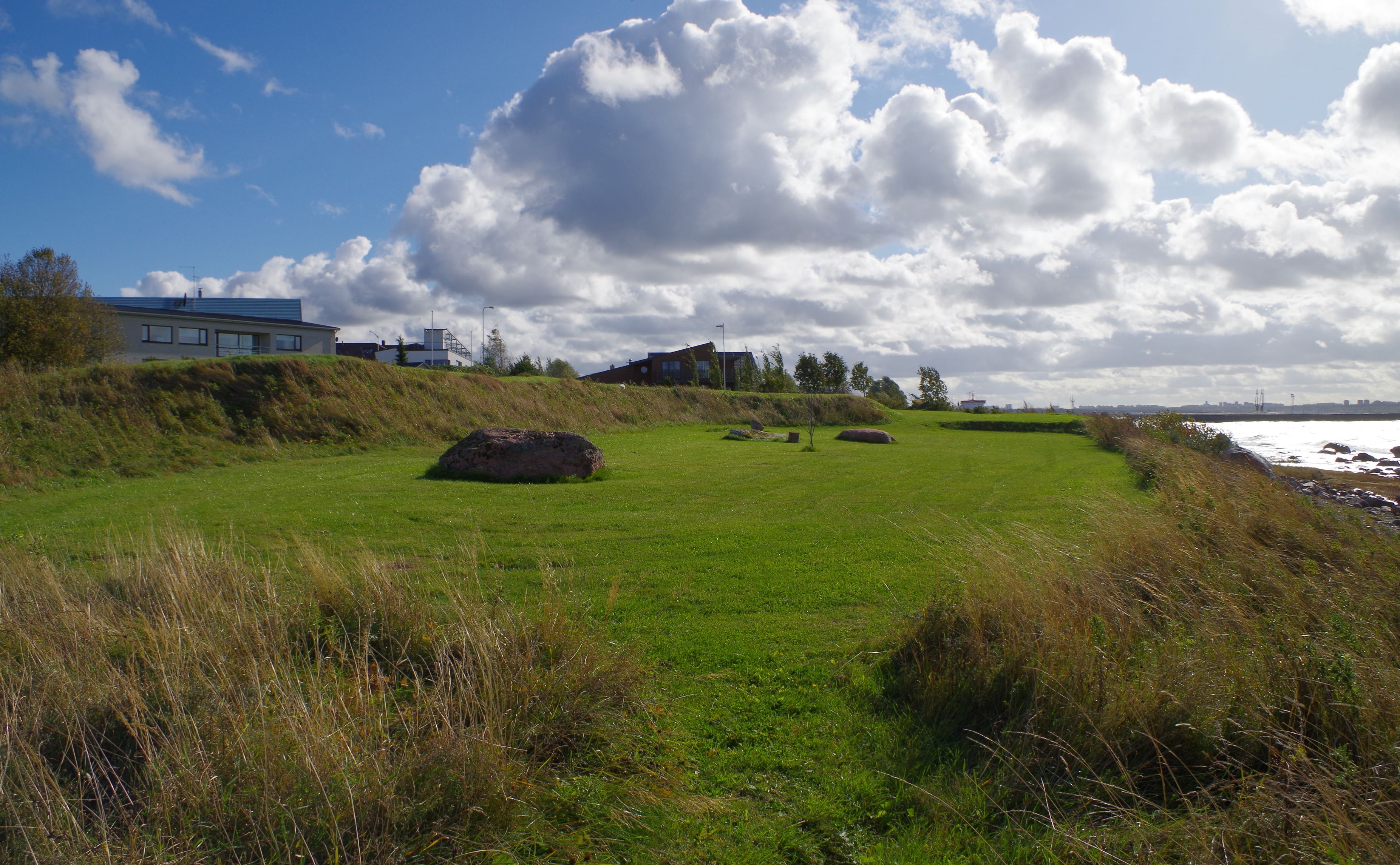
Руины звёздчатого форта в Мийдуранна
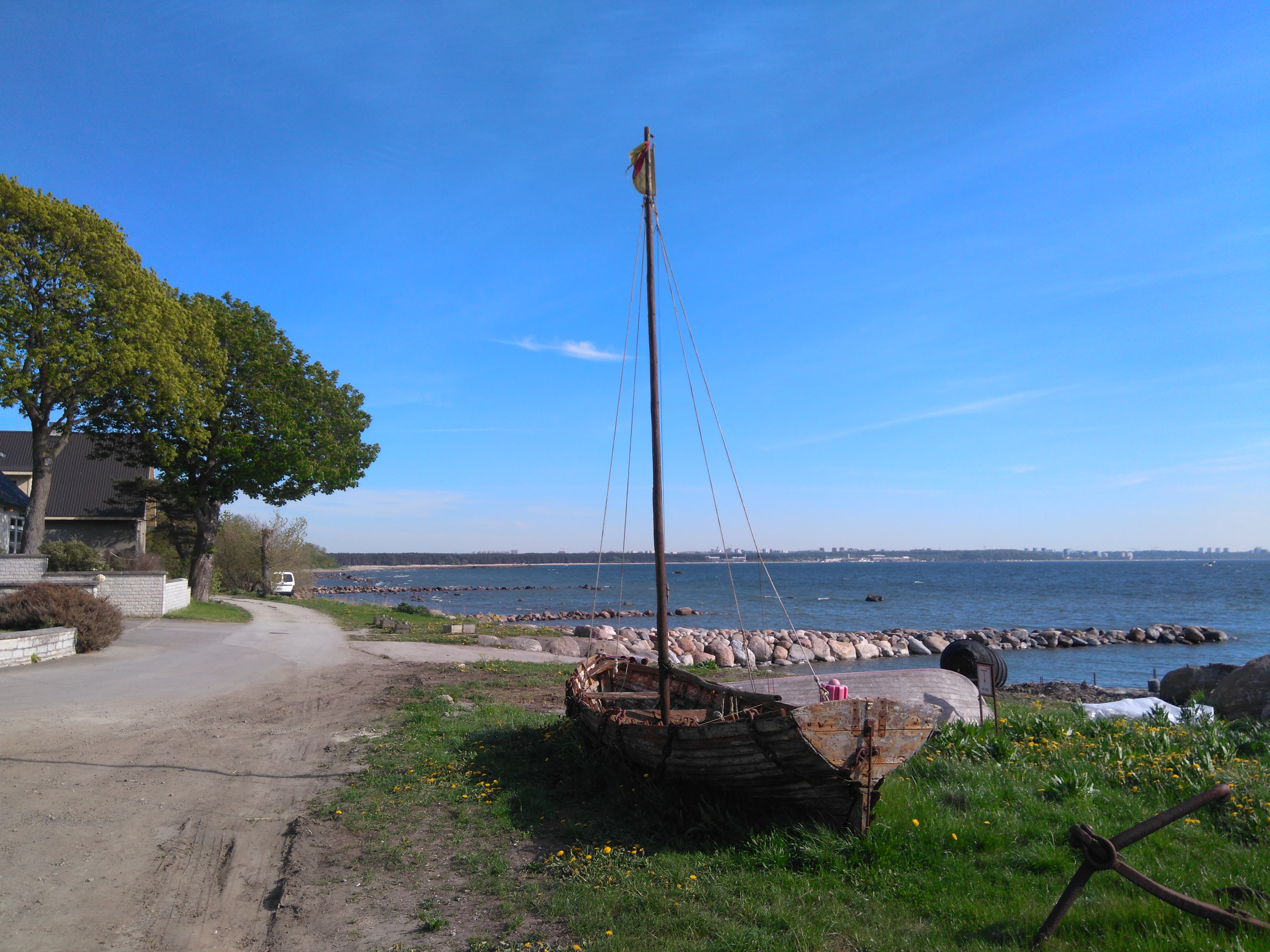
Побережье в Мийдуранна
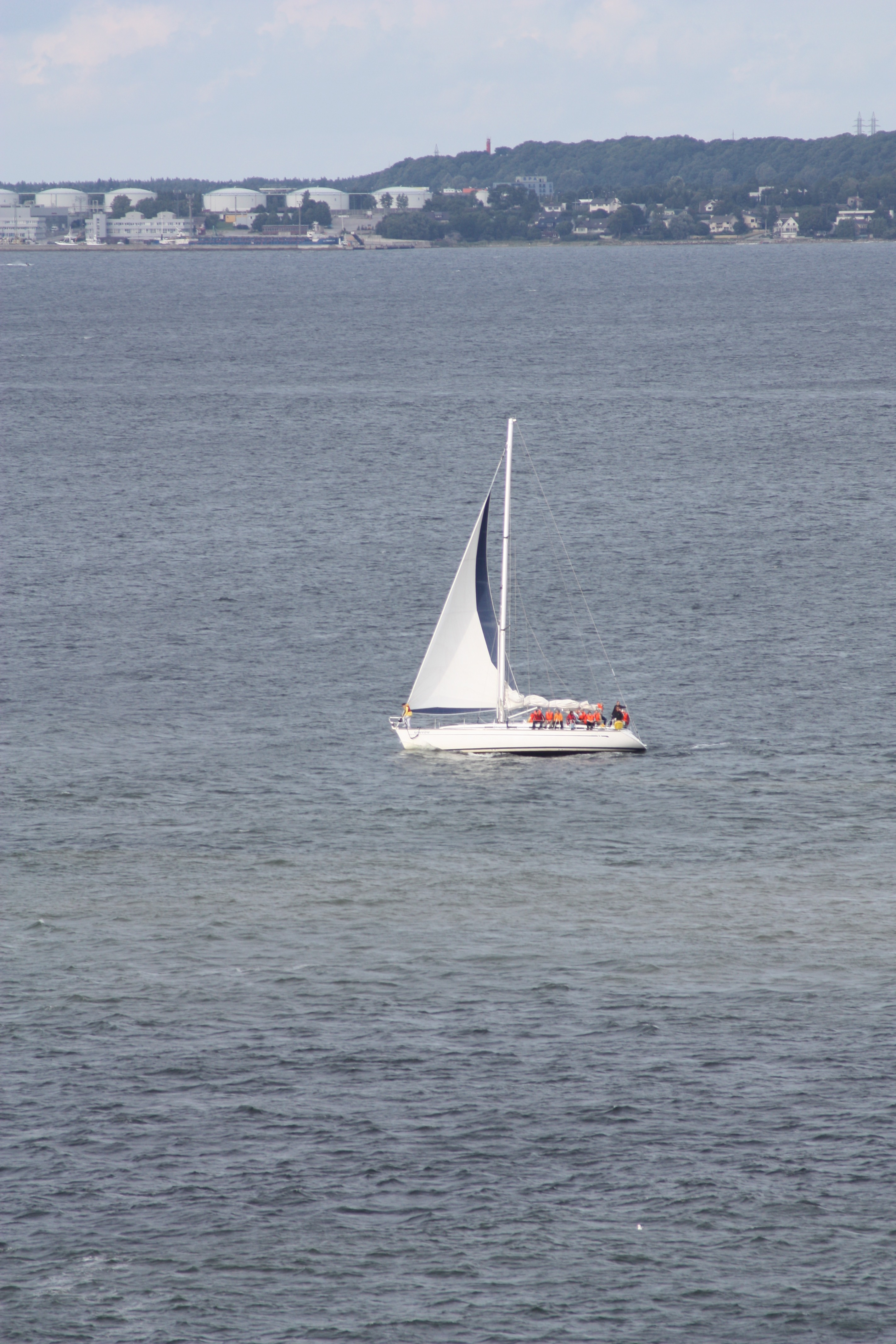
Вид на Мийдуранна с моря
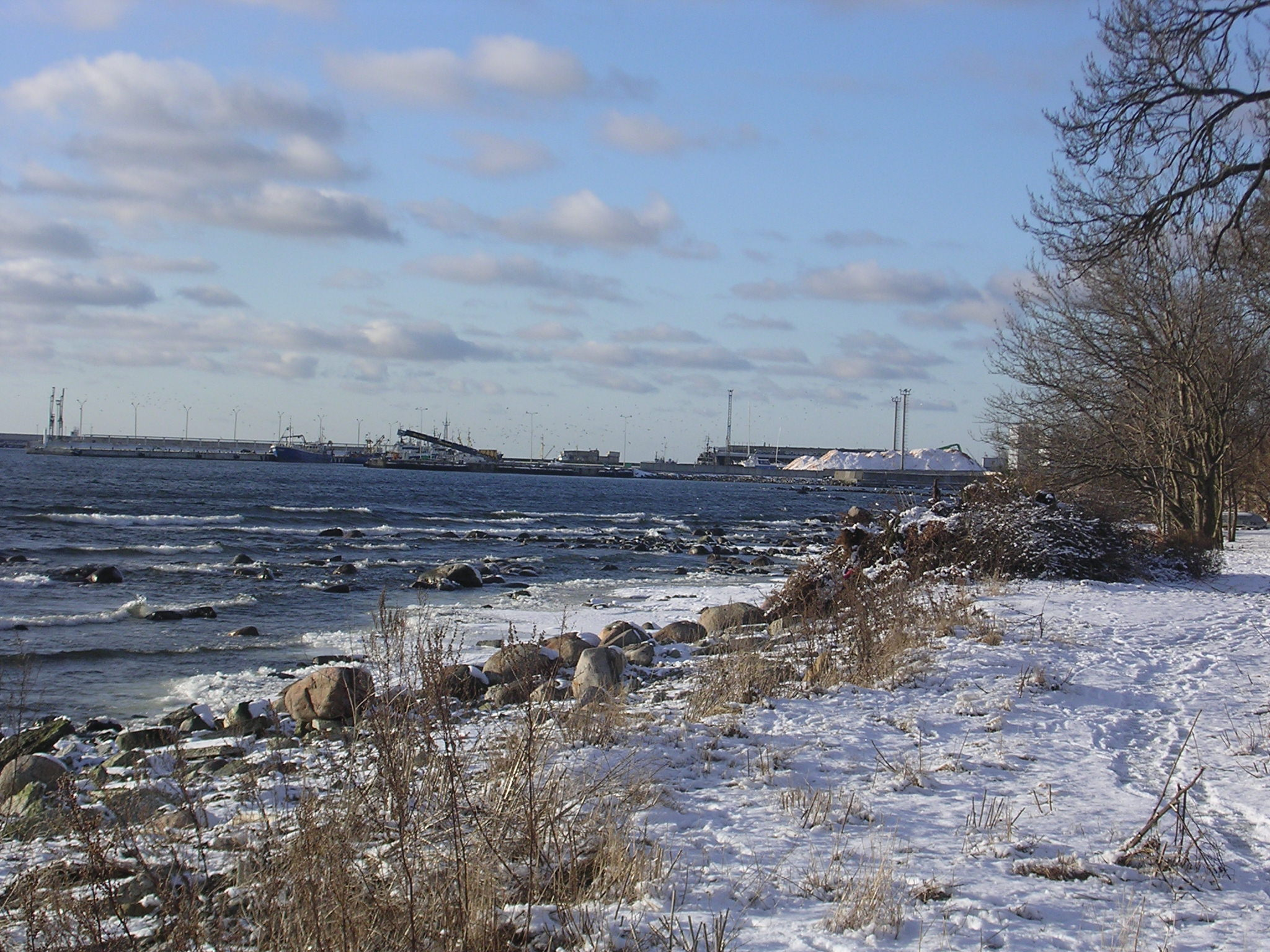
Вид на порт Мийдуранна со стороны Меривялья
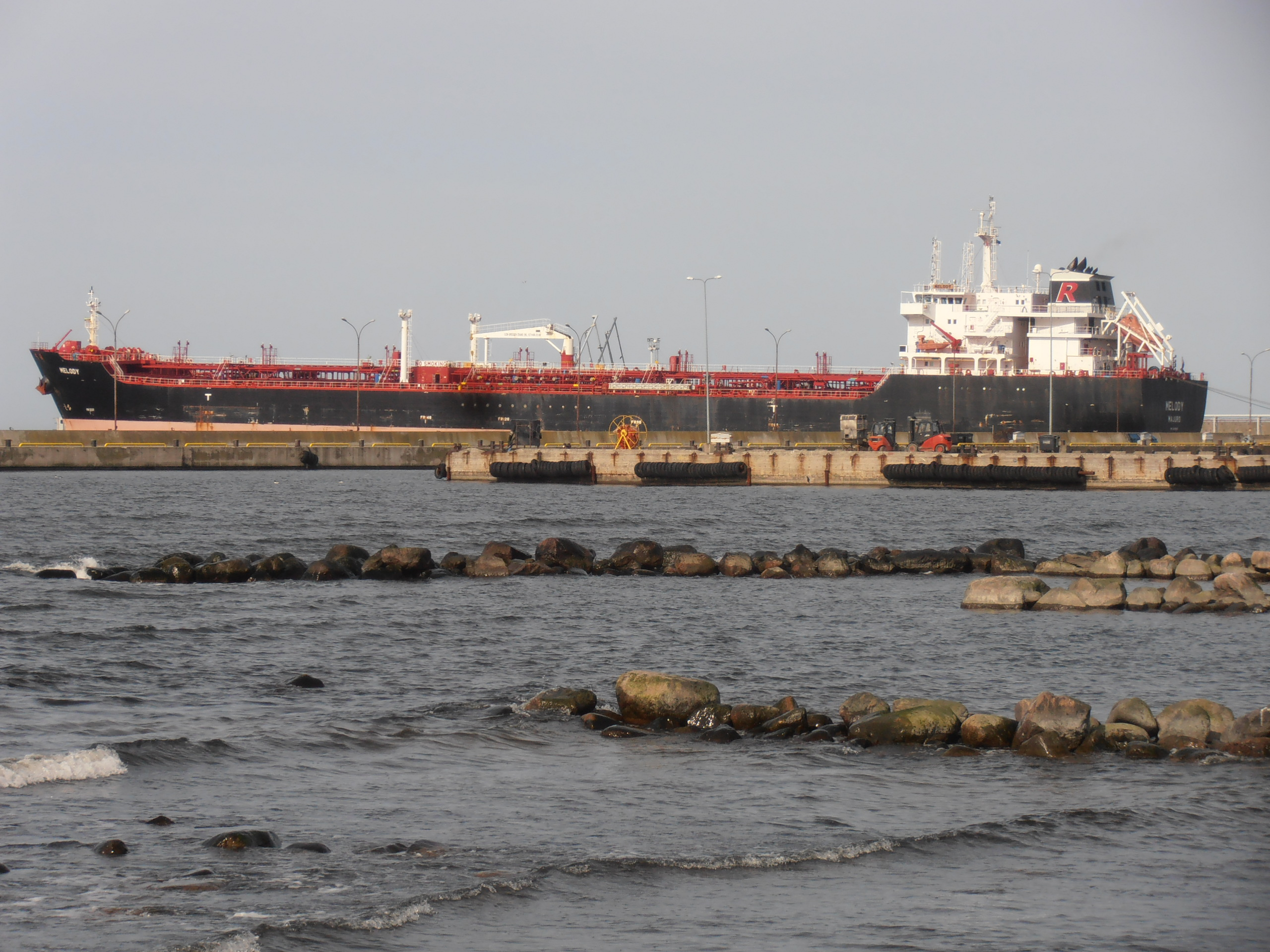
«Melody» у причала порта Мийдуранна
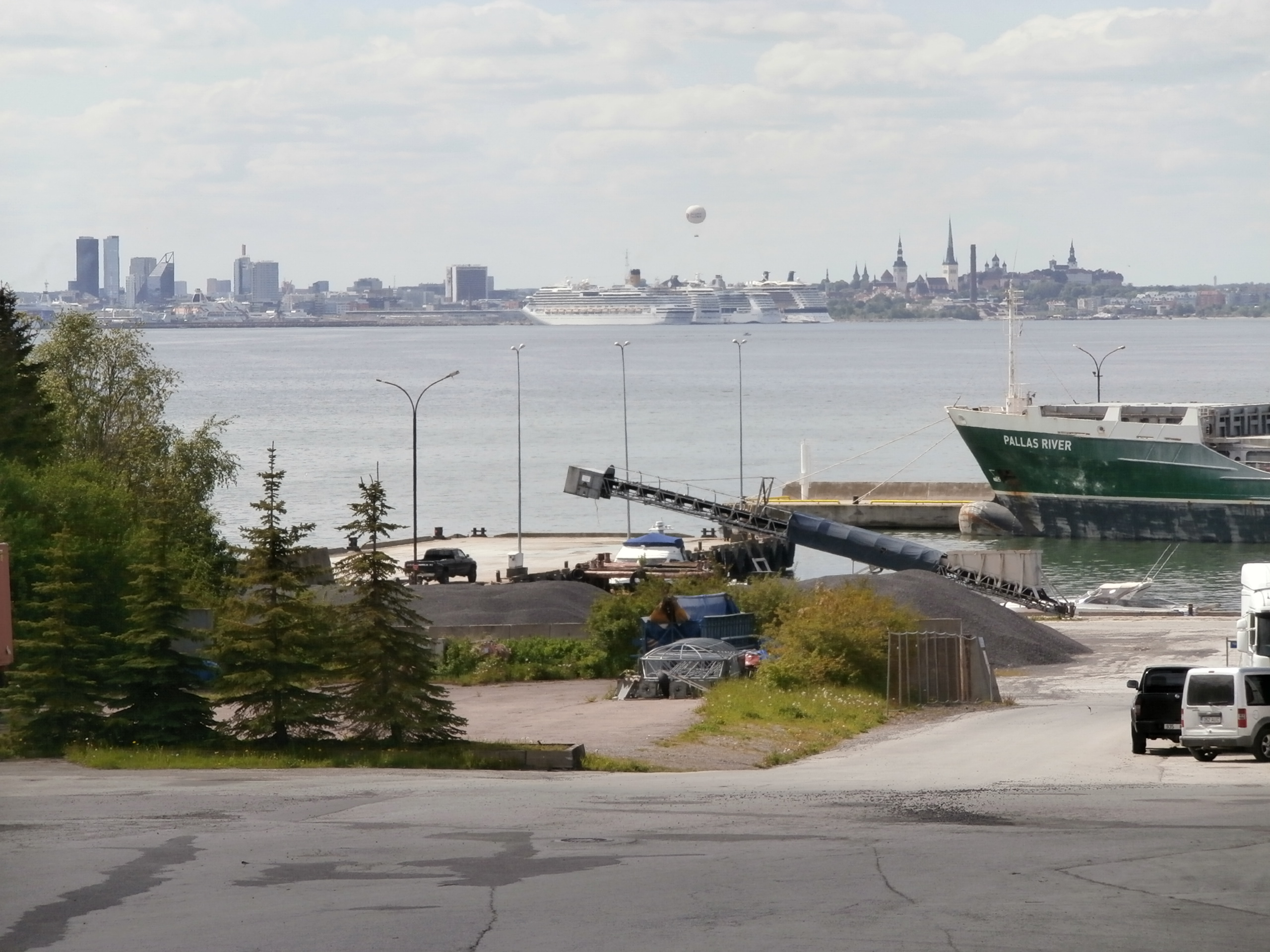
«Pallas River» в порту Мийдуранна, 2015 год
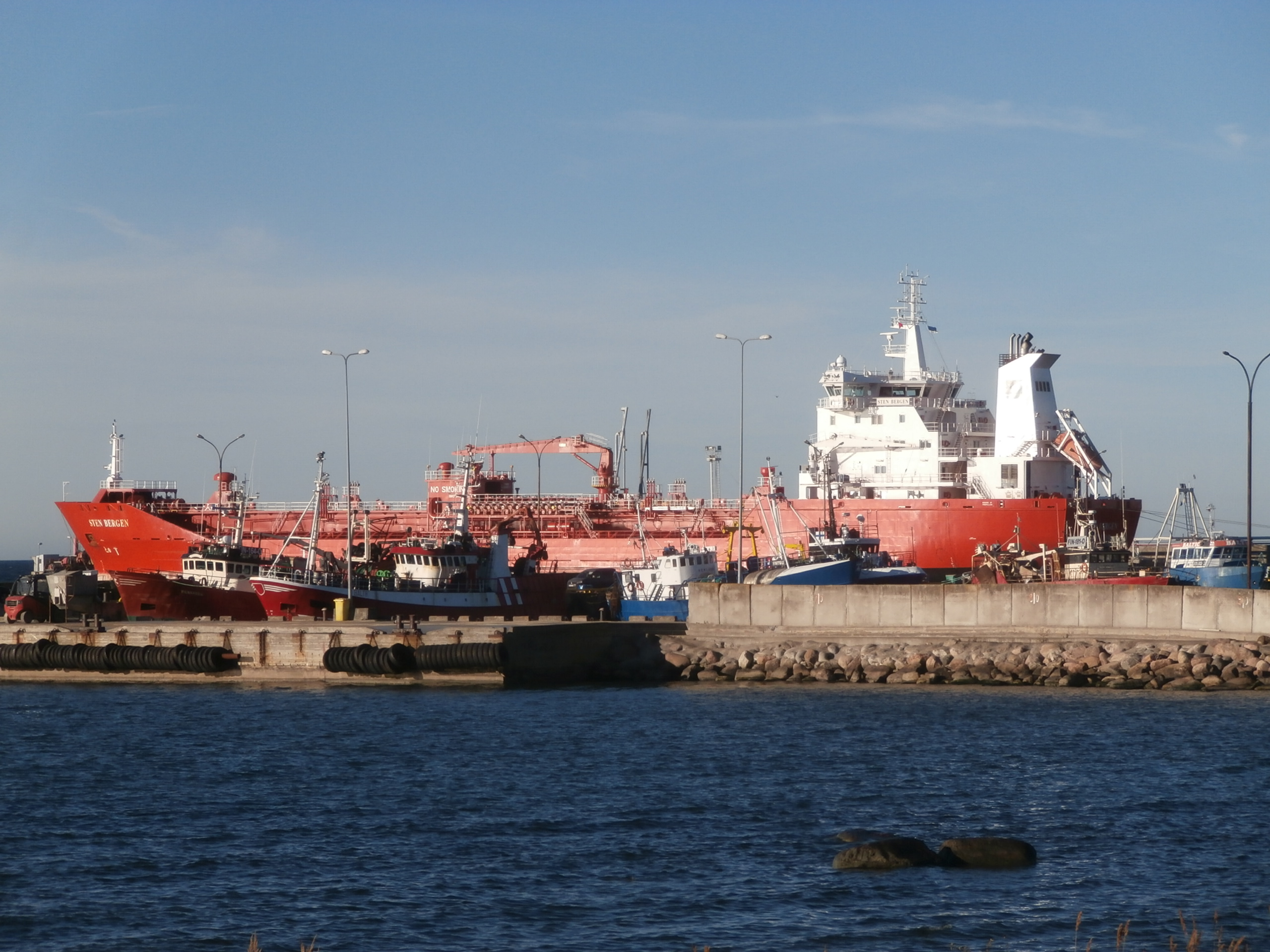
«Sten Bergen» в порту Мийдуранна

## Комментарии
1. ↑  Эстонские топонимы, оканчивающиеся на -а, не склоняются и не имеют женского рода (исключение — Нарва)[10].